# Karl August Hellwig
Karl August Hellwig (* 27. November 1855 in Stettin; † 4. Februar 1914 in Kassel) war ein deutscher Jurist, Offizier in der preußischen Armee und völkisch-antisemitischer Politiker.

## Leben
Karl August Hellwig wurde 1855 als Sohn von Konsul August Hellwig und Mathilde Ewald in Stettin geboren und besuchte erst die Erziehungsanstalt Schnepfenthal (heute Salzmannschule Schnepfenthal) und anschließend das Marienstiftsgymnasium in seiner Heimatstadt. Anschließend studierte Hellwig die Rechtswissenschaften an der Ruprecht-Karls-Universität Heidelberg, wo er Mitglied des Corps Saxo-Borussia Heidelberg war, und auch an der Universität Leipzig, bestand die Referendarprüfung und promovierte zum Doktor der Rechte.
1882 heiratete er Elisabeth Freiin von Strombeck, mit der er zwei Kinder hatte.

### Militärische Laufbahn
Im Jahr 1877 ging Hellwig zum Husaren-Regiment Nr. 15, diente ab 1898 als Divisions-Adjutant in der 18. Division und wurde 1906 Kommandeur des 3. Schlesischen Dragoner-Regiments Nr. 15. Als Oberst und Kommandeur dieses Regiments nahm Hellwig im Juni 1910 seinen Abschied und zog daraufhin nach Kassel.

### Politik
Hellwig war Mitglied der antisemitischen Deutschsozialen Partei und beim Verband gegen die Überhebung des Judentums. Zudem war Hellwig Mitglied in der Gobineau-Vereinigung, deren Vorsitzender Ludwig Schemann war und Mitglied der Guido-von-List-Gesellschaft.
Als 1912 in Leipzig von Theodor Fritsch in Leipzig der Reichshammerbund gegründet wurde, übernahm Hellwig als Vorsitzender die Leitung. Fritsch gab die Richtlinien und Satzungen für den Bund vor. Die Verfassung des Reichshammerbundes wurde von dem Juristen Hellwig formuliert. 
Als Hellwig im Jahre 1914 starb, folgte ihm Alfred Roth als sogenannter „Bundeswart“ als Vorsitzender der Organisation.

## Publikationen (Auswahl)
- Hie Teut! – hie Juda!: ein Wort an die studierende Jugend, Hammer-Verlag, Leipzig, 1913.